# جو كيندال (ممثلة)
جو كيندال (بالإنجليزية: Jo Kendall)‏ هي ممثلة بريطانية، ولدت في القرن العشرين في ليستر في المملكة المتحدة.

## وصلات خارجية
- جو كيندال على موقع IMDb (الإنجليزية)
- جو كيندال على موقع ميوزك برينز (الإنجليزية)
- جو كيندال على موقع أول موفي (الإنجليزية)
- جو كيندال على موقع قاعدة بيانات برودواي على الإنترنت (الإنجليزية)
- جو كيندال على موقع قاعدة بيانات الفيلم (الإنجليزية)